# Zeverenbeek

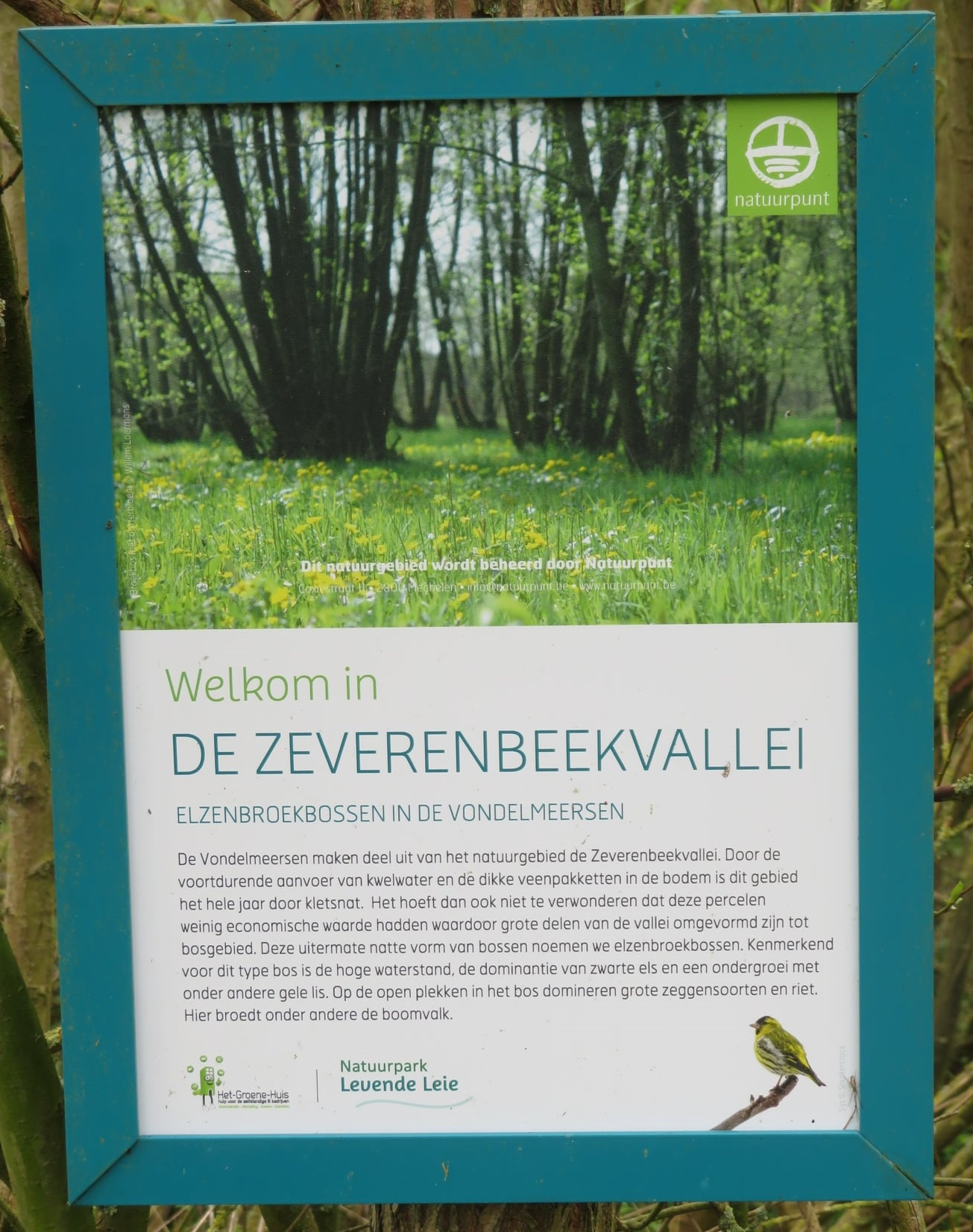

De Zeverenbeek is een waterloop die zich ten zuidwesten van de tot de Oost-Vlaamse gemeente Deinze behorende plaats Zeveren bevindt en doorloopt tussen de plaatsen Grammene en Wontergem.
Het gebied is ongeveer 200 ha groot en omvat hooilanden, vochtige weilanden en broekbossen. Delen van het gebied worden als Vallei van de Zeverenbeek beheerd door Natuurpunt en is Europees beschermd als Natura 2000-gebied Bossen en heiden van Zandig Vlaanderen: oostelijk deel. Zeveren Planke was een brugje over de Zeverenbeek en is sedert 2013 een nieuw aangelegde voetgangersbrug door het gebied,
In wezen gaat het om een voormalige meander van de nabijgelegen Leie. Deze is gelegen in een vallei op ongeveer 8 meter hoogte, te midden van twee evenwijdige ruggen die elk ongeveer 15 meter boven zeeniveau uitkomen. De Zeverenbeek wordt omzoomd door broeklanden die doorsneden worden door evenwijdige dwarssloten. Het natuurgebied De Broeken, direct ten zuiden van de kom van Zeveren, heeft een zeldzame plantengroei met onder meer moeraszoutgras, breedbladige orchis, kleine valeriaan en kleine egelskop.